# Serbenda
Serbenda (en serbio: Србенда / Srbenda, plural Serbendas, en serbio: Србенде / Srbende) es un término aplicado a los serbios que sienten un aprecio profundo por los valores culturales y símbolos que representan a su país. Generalmente es considerado como un vocablo de cariño o aprecio de los serbios, y a veces suele ser cargado con connotaciones negativas, refiriéndose más en algunos casos al nacionalismo agresivo y a un muy mal visto y enaltecido tribalismo.
El escritor y estudioso serbio Jovan Skerlić en 1925 describió al término "Serbenda" como algo "autóctono, como la esencia de los serbios en bruto, sin nada de rastros de extranjerismo".
El profesor de antropología cultural Marko Zivkovic de la Universidad de Alberta, dice que este término "acarrea las connotaciones de rusticidad, simplicidad, y de los valores tradicionales patriarcalistas del pueblo serbio, opuestos a los de una cultura elevada, cosmopolita y de gran sofisticación".
La palabra "Srbenda" (españolizado como "Serbenda") es un argumentativo de Srbin ("un serbio").